# Olle Florin
Olof (Olle) Arvid Florin, född 27 november 1906 i Maria Magdalena församling i Stockholm, död 4 maj 1968 i Annedals församling i Göteborg, var en svensk skådespelare.

## Biografi
Efter studentexamen 1926 och studier vid Stockholms högskola studerade Florin teater vid Oscarsteaterns elevskola till 1929. Han spelade en kort tid på Blancheteatern och Nya Intima teatern och var därefter 1931–1933 anställd vid Åbo svenska teater och 1934–1937 vid Vasa svenska teater. Däremellan var han 1933 vid Dramaten. Han spelade på Nya teatern i Stockholm 1938–1940. 1940–1942 var han knuten till Vasateatern och  1941 samt 1947 var han åter på Dramaten. Dessutom följde han 1941–1948 flera av Riksteaterns, Folkparkernas och enskildas turnéer. 1947-150 tillhörde han Malmö stadsteaters fasta ensemble.
Från 1950 var han knuten till Göteborgs stadsteater. 1967 spelade han sina sista roller på Göteborgs stadsteater - Leonard i Den jäktade och Den blinde i Ett drömspel.
Florin är begravd på Norra begravningsplatsen utanför Stockholm.

## Filmografi
- 1930 – Under röda fanor
- 1939 – Vi på Solgläntan
- 1940 – Mannen som alla ville mörda
- 1941 – Springpojkar är vi allihopa
- 1943 – Det brinner en eld
- 1944 – Den osynliga muren
- 1944 – Kärlekslivets offer
- 1944 – Skeppar Jansson
- 1944 – Gröna hissen
- 1945 – I som här inträden
- 1945 – Tre söner gick till flyget
- 1946 – Kristin kommenderar
- 1947 – Det vackraste på jorden
- 1952 – Ubåt 39
- 1962 – Sankt Antonius underverk (TV-teater)
- 1964 – Sanningens timme (TV-teater)

## Teater

### Roller (ej komplett)
| År   | Roll                                 | Produktion                                                                                               | Regi                         | Teater                                                 |
| ---- | ------------------------------------ | --- | ---------------------------- | ------------------------------------------------------ |
| 1926 | En barriärvaktmästare                | Han som får örfilarna (Тот, кто получает пощёчины, Tot, kto polučaet poščečiny) Leonid Andrejev          | Gösta Ekman                  | Oscarsteatern                                          |
| 1926 | Förste mannen av folket Sopkvasten   | Lycko-Pers resa August Strindberg                                                                        | Rune Carlsten                | Oscarsteatern                                          |
| 1927 |                                      | Så tuktas en argbigga (The Taming of the Shrew) William Shakespeare                                      | Gösta Ekman Johannes Poulsen | Oscarsteatern                                          |
| 1927 | Roberts                              | Hennes sista bedrift (The Last of Mrs Cheyney) Frederick Lonsdale                                        | Pauline Brunius              | Oscarsteatern                                          |
| 1927 | Bullock                              | Bättre folk (The Best People) Avery Hopwood och David Gray                                               | Pauline Brunius              | Oscarsteatern                                          |
| 1928 | Taube                                | Gustaf III August Strindberg                                                                             | Rune Carlsten                | Oscarsteatern                                          |
| 1930 | Symeon styliten                      | Pelarhelgonet (St Simeon Stylites) Francis Sladen-Smith                                                  | Arne Lydén                   | Stockholms studentteater Gästspel på Lilla Folkteatern |
| 1930 | Mühlrad                              | Pengar på gatan (Geld auf der Strasse) Rudolf Bernauer och Rudolf Oesterreicher                          | Harry Roeck-Hansen           | Blancheteatern                                         |
| 1930 | Kaare Hammerik                       | Storken Thit Jensen                                                                                      | Harry Roeck Hansen           | Blancheteatern                                         |
| 1931 | Häradshövdingen                      | Bandet August Strindberg                                                                                 | Harry Roeck-Hansen           | Blancheteatern                                         |
| 1931 | Lebon                                | Madame ordnar allt M. Aubergson                                                                          | Harry Roeck-Hansen           | Blancheteatern                                         |
| 1931 | Kaare Hammerik                       | Storken Thit Jensen                                                                                      | Harry Roeck Hansen           | Blancheteatern                                         |
| 1931 | Kapten Randall                       | Amiralen kommer (The Middle Watch) Ian Hay och Stephen King-Hall                                         | Oscar Tengström              | Åbo Svenska Teater                                     |
| 1931 | Henry                                | Till främmande hamn (Outward Bound) Sutton Vane                                                          | Oscar Tengström              | Åbo Svenska Teater                                     |
| 1931 | Fu-Li                                | Leendets land (Das Land des Lächelns) Franz Lehár, Ludwig Herzer och Fritz Löhner-Beda                   | Rafael Stenius               | Åbo Svenska Teater                                     |
| 1931 | Woodley                              | 18 år (Young Woodley) John Van Druten                                                                    | Leo Golowin                  | Åbo Svenska Teater                                     |
| 1931 |                                      | Reservoarpennan (Töltőtoll) Ladislaus Fodor                                                              | Oscar Tengström              | Åbo Svenska Teater                                     |
| 1931 | Ingenjörn, Vivans fästman            | Aftonstjärnan Hjalmar Söderberg                                                                          | Leo Golowin                  | Åbo Svenska Teater                                     |
| 1931 | Severin, Luciens vän                 | En herre i frack (The Man in Dress Clothes) Seymour Hicks                                                | Oscar Tengström              | Åbo Svenska Teater                                     |
| 1931 | Kurt                                 | Konto X (Das Konto X) Rudolf Bernauer och Rudolf Österreicher                                            | Leo Golowin                  | Åbo Svenska Teater                                     |
| 1932 | Vilhelm                              | Värmlänningarna Fredrik August Dahlgren och Andreas Randel                                               |                              | Åbo Svenska Teater                                     |
| 1932 | Geoffrey Cole                        | The Vinegar Tree Paul Osborn                                                                             | Rafael Stenius               | Åbo Svenska Teater                                     |
| 1932 | Raoul Permin                         | Chaufför Antoinette (Chauffeur Antoinette) Jean de Létraz och Suzette Desty                              |                              | Åbo Svenska Teater                                     |
| 1932 | Överste Parker                       | Bajadären (Die Bajadere) Emmerich Kálmán, Julius Brammer och Alfred Grünwald                             | Rafael Stenius               | Åbo Svenska Teater                                     |
| 1932 | Tom Carruthers, kontorist            | Mr Wu Harry M. Vernon och Harald Owen                                                                    | Oscar Tengström              | Åbo Svenska Teater                                     |
| 1932 | Baron Jacob Rotschild                | Violen från Montmartre (Das Veilchen vom Montmartre) Emmerich Kálmán, Julius Brammer och Alfred Grünwald | Rafael Stenius               | Åbo Svenska Teater                                     |
| 1933 | Gerald Arnwood                       | En fågel i handen (Bird in Hand) John Drinkwater                                                         | Rune Carlsten                | Dramaten                                               |
| 1935 | Kenneth Bixby, författare            | God dag – och adjö (Goodbye again) George Haight och Allan Scott                                         | John Elfström                | Vasa Teater                                            |
| 1936 | Simon Bliss                          | Weekend (Hay Fever) Noël Coward                                                                          | Rafael Stenius               | Vasa Teater                                            |
| 1936 | Kapten Björnberg                     | Tro, hopp och kärlek Arthur Fischer                                                                      | John Elfström                | Vasa Teater                                            |
| 1936 | Doktorn                              | Den krokiga kniven (The Crooked Billet) Dion Titheradge                                                  | Rafael Stenius               | Vasa Teater                                            |
| 1936 | Billy Coleman                        | Oljerus (The Easy Mark) Jack Larric                                                                      | Rafael Stenius               | Vasa Teater                                            |
| 1937 |                                      | 2745! – Upptaget, revy John Elfström                                                                     | John Elfström                | Vasa Teater                                            |
| 1937 | Eugene Marchbanks                    | Candida George Bernard Shaw                                                                              | Rafael Stenius               | Vasa Teater                                            |
| 1937 | Thomas Diafoirus                     | Den inbillningssjuke (Le Malade imaginaire) Molière                                                      | Rafael Stenius               | Vasa Teater                                            |
| 1937 |                                      | Flickorna Gyorkovics (A Gyurkovics-lányok) Ferenc Herczeg                                                | Rafael Stenius               | Vasa Teater                                            |
| 1938 | Harry Challoner                      | Vi gentlemän (This Was a Man) Noël Coward                                                                | Sandro Malmquist             | Nya Teatern                                            |
| 1938 | Nicky                                | Virveln (The Vortex) Noël Coward                                                                         | Sandro Malmquist             | Nya Teatern                                            |
| 1938 | Farbror                              | Lyckan kommer, revy Alf Henrikson                                                                        | Sandro Malmquist             | Nya Teatern                                            |
| 1939 | Nicholas Hay                         | Du är min (Tomorrow and Tomorrow) Philip Barry                                                           | Sandro Malmquist             | Nya Teatern                                            |
| 1939 | Devetti                              | Segraren (Sejren) Kaj Munk                                                                               | Sandro Malmquist             | Nya teatern                                            |
| 1939 | Spelledaren                          | Den ljusnande tid, revy Alf Henrikson                                                                    | Sandro Malmquist             | Nya Teatern                                            |
| 1939 | Louis                                | Vi tjuvar (Fric-Frac) Édouard Bourdet                                                                    | Sandro Malmquist             | Nya Teatern                                            |
| 1939 | Älskaren                             | Venusspelet (L'Ennemie) André-Paul Antoine                                                               | Sandro Malmquist             | Nya Teatern                                            |
| 1940 |                                      | Vi gentlemän (This Was a Man) Noël Coward                                                                | Sandro Malmquist             | Nya Teatern                                            |
| 1940 | Kapten Bill Rogers                   | Diana går på jakt (French Without Tears) Terence Rattigan                                                | Stig Torsslow                | Nya Teatern                                            |
| 1940 | Marcel Beaucort                      | Eldprovet Henry Kistemaeker                                                                              | Martha Lundholm              | Vasateatern                                            |
| 1940 | Direktör Berg                        | Idag blir igår Martha Lundholm                                                                           | Martha Lundholm              | Vasateatern                                            |
| 1941 | Sandy                                | Han som kom till middag (The Man Who Came to Dinner) George S. Kaufman och Moss Hart                     | Martha Lundholm              | Vasateatern                                            |
| 1946 | Alberto Verani                       | 24 röda rosor (Due dozzine di rose scarlatte) Aldo De Benedetti                                          | Sture Ericson                | Helsingborgs stadsteater                               |
| 1947 | Professor Henry Higgins              | Pygmalion George Bernard Shaw                                                                            | John Westin                  | Riksteatern                                            |
| 1948 |                                      | Antigone Jean Anouilh                                                                                    | Stig Torsslow                | Malmö Stadsteater                                      |
| 1948 |                                      | Streber Stig Dagerman                                                                                    | Bengt Ekerot                 | Malmö Stadsteater                                      |
| 1948 |                                      | Lycko-Pers resa August Strindberg                                                                        | Gösta Folke                  | Malmö Stadsteater                                      |
| 1948 |                                      | Drömmarnas berg (High Tor) Maxwell Anderson                                                              | Gösta Folke                  | Malmö Stadsteater                                      |
| 1950 |                                      | Edward, min son (Edward, My Son) Robert Morley och Noel Langley                                          | Gösta Folke                  | Riksteatern                                            |
| 1951 | Larry Slade, f.d. anarko-syndikalist | Si, iskarlen kommer! (The Iceman Cometh) Eugene O'Neill                                                  | Stig Torsslow                | Göteborgs stadsteater, 9 februari 1951                 |
| 1952 | Händig, snickare                     | En midsommarnattsdröm (A Midsummer Night's Dream) William Shakespeare                                    | Knut Ström                   | Göteborgs stadsteater, 8 februari 1952                 |
| 1953 | Vålnaden                             | Hamlet William Shakespeare                                                                               | Bengt Ekerot                 | Göteborgs stadsteater, 9 september 1953                |
| 1953 | Swedenhielm Jr                       | Swedenhielms Hjalmar Bergman                                                                             | Kurt-Olof Sundström          | Göteborgs stadsteater, 15 oktober 1953                 |
| 1954 | General Pechlin                      | Gustav III August Strindberg                                                                             | Bengt Lagerkvist             | Göteborgs stadsteater, 13 januari 1954                 |
| 1954 | Armand Duvals far                    | Kameliadamen (La Dame aux camélias) Alexandre Dumas den yngre                                            | Helge Wahlgren               | Göteborgs stadsteater, 8 september 1954                |
| 1955 | Apotekare Farber                     | Spela min källa Axel Strindberg                                                                          | Kurt-Olof Sundström          | Ronneby brunn                                          |
| 1956 | Ezra Mannon                          | Klaga månde Elektra (Mourning Becomes Electra) Eugene O'Neill                                            | Åke Falck                    | Göteborgs stadsteater, 28 mars 1956                    |
| 1959 |                                      | Besök av gammal dam (Der Besuch der alten Dame) Friedrich Dürrenmatt                                     | Johan Falck                  | Göteborgs stadsteater                                  |
| 1961 | Snickare Engstrand                   | Gengångare (Gengangere) Henrik Ibsen                                                                     | Staffan Aspelin              | Göteborgs stadsteater, 16 mars 1961                    |
| 1962 |                                      | Den goda människan från Sezuan (Der gute Mensch von Sezuan) Bert Brecht                                  | Staffan Aspelin              | Göteborgs stadsteater, 9 november 1962                 |
| 1963 |                                      | De oskyldiga Siegfried Lenz                                                                              | Herman Ahlsell               | Göteborgs stadsteater                                  |
| 1963 | Don Pedro, furste av Aragonien       | Mycket väsen för ingenting (Much Ado About Nothing) William Shakespeare                                  | Johan Falck                  | Göteborgs stadsteater, 11 oktober 1963                 |
| 1964 | general Saint-Pé                     | Toreadorvalsen (La Valse des toreadors) Jean Anouilh                                                     | Mats Johansson               | Göteborgs stadsteater, hösten 1964                     |
| 1966 | den blinde                           | Ett drömspel August Strindberg                                                                           | Yngve Nordwall               | Göteborgs stadsteater, 27 oktober 1966                 |

## Radioteater

### Roller
| År   | Roll                 | Produktion                           | Regi           |
| ---- | -------------------- | ------------------------------------ | -------------- |
| 1955 | Grosshandlare Rummel | Samhällets stöttepelare Henrik Ibsen | Helge Wahlgren |